# DR-Versuchszüge A bis F
Die Versuchszüge A bis F waren Triebwagenzüge, die die Deutsche Reichsbahn 1922 für die Elektrifizierung der Berliner Stadt-, Ring- und Vorortbahnen beschaffte. Die Züge wiesen untereinander verschiedene Raumaufteilungen auf, die die Reichsbahn für den Planbetrieb erproben wollte. In der Grundkonzeption waren die Züge hingegen weitgehend identisch. Am 8. August 1924 fuhr der erste dieser Versuchszüge zwischen den Dampfzügen im Fahrgastverkehr nach Bernau.

## Vorgeschichte
| Zug | Hersteller (mech.) |    | Wagen-Nr. (ab 1922) | Wagen-Nr. (ab 1924) | Wagen-Nr. (ab 1930) |
| --- | ------------------ | -- | ------------------- | ------------------- | ------------------- |
| A   | WUMAG              | Tw | 12001–12004         | 2051–2054           | 3001–3004           |
| A   | WUMAG              | Bw | 12501–12506         | 5051–5056           | 6001–6006           |
| B   | Uerdingen          | Tw | 12101–12104         | 2071–2074           | 3005–3008           |
| B   | Uerdingen          | Bw | 12601–12606         | 5081–5086           | 6007–6012           |
| C   | vdZ                | Tw | 12201–12204         | 2055–2058           | 3009–3012           |
| C   | vdZ                | Bw | 12701–12706         | 5057–5062           | 6013–6018           |
| D   | LHW                | Tw | 12301–12304         | 2059–2062           | 3013–3016           |
| D   | LHW                | Bw | 12801–12806         | 5063–5068           | 6019–6024           |
| E   | WUMAG              | Tw | 12401–12404         | 2063–2066           | 3017–3020           |
| E   | WUMAG              | Bw | 12901–12906         | 5069–5075           | 6025–6030           |
| F   | WUMAG              | Tw | 13001–13004         | 2067–2070           | 3021a,e–3022a,e     |
| F   | WUMAG              | Bw | 13501–13506         | 5075–5080           | 3021b,c,d–3022b,c,d |

Bereits 1903 wurde der elektrische Betrieb auf der Anhalter Vorortbahn vom Potsdamer Ring- und Vorortbahnhof nach Groß-Lichterfelde Ost zunächst als Probebetrieb im 10 min-Takt eröffnet. Da sich der elektrische Betrieb bewährte, wurde er als Regelbetrieb bis zur Systemumstellung auf eine höhere Betriebsspannung im Jahr 1929 weitergeführt.
Im Jahr 1913 verabschiedete die preußische Staatsregierung ein Gesetz, das den preußischen Staatsbahnen die Mittel zur Elektrifizierung der Berliner Stadt-, Ring- und Vorortbahnen bewilligte. Als Stromsystem sollte das heute in Deutschland verwendete System mit 15 Kilovolt 16 2/3 Hertz Wechselspannung und Stromzuführung über die Oberleitung Anwendung finden. Als Betriebsmittel war der Einsatz von Triebgestellen und Abteilwagen vorgesehen. Der Erste Weltkrieg verzögerte das Vorhaben. Bei Wiederaufnahme der Pläne führten eine Bestandsaufnahme der bislang durchgeführten Maßnahmen und neue Wirtschaftlichkeitsberechnungen zu der Entscheidung, die Strecken mit 800 Volt Gleichspannung zu elektrifizieren. Die Stromzuführung sollte über eine seitlich angebrachte Stromschiene erfolgen.
Vor der Elektrifizierung sämtlicher Strecken wollte die 1920 gegründete Deutsche Reichsbahn Erfahrungen auf einem kleinen Streckennetz hinsichtlich der Stromversorgungsanlagen, Betriebsführung und der Fahrgestaltung sammeln. Die Wahl fiel auf die vom Stettiner Bahnhof ausgehenden Vorortstrecken nach Bernau, Oranienburg und Velten, da diese überwiegend vom Fern- und Güterverkehr unabhängige Gleispaare aufwiesen. Die Reichsbahn gab zunächst sechs Züge in Auftrag, die anstelle der Dampfzüge in den vorhandenen Fahrplänen verkehren sollten. Sie sollten Aufschluss darüber geben, welche Fahrzeugvariante für einen raschen Fahrgastwechsel, kurze Bahnsteigaufenthalte und somit eine kurze Reisezeit am geeignetsten war.

## Konstruktion

### Baugrundsätze
Allen Zügen gemein war die Aufteilung in vier längere Triebwagen und sechs kürzere Beiwagen. Je zwei Triebwagen mit drei dazwischen gekuppelten Beiwagen bildeten die kleinste, Halbzug genannte Einheit. Die Triebwagen hatten an den mit Führerstand versehenen Enden eine Willison-Kupplung, Trieb- und Beiwagen untereinander waren kurzgekuppelt. Die Triebwagen waren mit zwei Drehgestellen ausgestattet, von denen das vordere angetrieben war. Die Beiwagen waren mit zwei am Untergestell befestigten Laufachsen versehen. Eine Ausnahme bildete der Versuchszug F, bei dem die Wagen eines Halbzuges mit Jakobs-Drehgestellen verbunden waren. Ein Halbzug wies daher zwei Achsen weniger auf und war gegenüber den anderen Versuchszügen um acht Tonnen leichter.

### Mechanischer Teil
Die an den drei Versuchsstrecken gelegenen Bahnsteige wiesen durchgehend eine Bahnsteighöhe von 760 Millimetern über Schienenoberkante auf, sodass die Wagen bei einer vorgesehenen Fußbodenhöhe von 1000 Millimetern über Schienenoberkante auf Trittstufen verzichtet werden konnte. Dadurch konnte das Fahrzeugbegrenzungsprofil im unteren Bereich voll ausgenutzt werden. Durch den Einbau von Schiebetüren waren zudem die Reisenden an den Bahnsteigen durch vorzeitiges Öffnen der Türen nicht mehr gefährdet. Die für die Triebwagen gewählte Achsfolge Bo’2’ hatte jedoch wesentliche Auswirkungen auf die Konstruktion der Fahrzeuge. Um das gestellte Fahrprogramm zu erfüllen ergaben die Berechnungen, dass bei Verwendung nur eines angetriebenen Drehgestells je Triebwagen der Triebraddurchmesser bei 1000 Millimetern liegen müsste; der Durchmesser der Laufachsen konnte auf 850 Millimeter festgelegt werden. Dadurch mussten die Längsträger im Bereich des Triebdrehgestells gekröpft werden, damit der Wagenboden in diesem Teil auf 1250 Millimeter erhöht werden konnte. Das über dem Drehgestell angeordnete Abteil war dadurch vom übrigen Fahrgastraum getrennt und damit schlechter zu erreichen. Der Höhenunterschied gegenüber der Bahnsteigkante bedingte dadurch wiederum den Einbau von Trittstufen, sodass die Wagenkästen sich zum Führerstandsende hin verjüngten. Die Zugführer mussten sich daher bei der Abfertigung der Züge weit aus dem Führerstand herauslehnen, was die Aufenthaltszeiten auf den Bahnhöfen verlängerte. Eine weitere Folge in der gewählten Achsanordnung betraf die Länge von Trieb- und Beiwagen. Um die nötige Mindestreibungsmasse zu erreichen, mussten die Triebwagen etwa 20 Meter lang sein. In Anbetracht der vorhandenen Bahnsteiglängen ergab sich dadurch für die Beiwagen eine Gesamtlänge von rund 30 Metern. Eine einheitliche Bauweise von Trieb- und Beiwagen war dadurch ausgeschlossen.

### Innenraum
Anders als die bislang auf der Stadtbahn eingesetzten Fahrzeuge waren die Versuchszüge nicht als Abteilwagen mit zum Teil bis zur Decke gezogenen Trennwänden ausgestaltet. Für die Versuchszüge A, B, D und F wurde die Bestuhlung von 4+0 in 2+2 mit dazwischen liegendem Mittelgang geändert. Im Zug C wurde die 4+0-Bestuhlung beibehalten, aber die Bänke wie bei den Versuchstriebwagen 531 und 532 versetzt mit gegenüber liegender Tür angeordnet. Im Zug E wurden ähnlich wie bei der Berliner Hoch- und Untergrundbahn Längsbänke eingebaut. Die hinter dem Führerstand gelegenen Abteile waren vom übrigen Fahrgastraum getrennt und wiesen zwei Längsbänke sowie eine Querbank an der Trennwand auf. Die Triebwagen führten allesamt die 3. Klasse, die Beiwagen führten die 2. oder 3. Klasse. Drei Beiwagen waren gemischte Wagen der 2. und 3. Klasse. Raucher- und Nichtraucherabteile verteilten sich über den gesamten Zug. Bei der Innenraumbeleuchtung wurde die in den Lichterfelder Triebwagen erprobte Beleuchtung angewandt. Die Lampenspannung betrug 110 Volt, wobei durch Reihenschaltung mehrerer Lampen eine direkte Speisung aus der Stromschiene ermöglicht wurde. Jeder Lampenkörper hatte zwei Glühlampen, die zu vier Stromkreisen im Trieb- und zwei Stromkreisen im Beiwagen geschaltet wurden.

### Zugsteuerung
| Hersteller | Typ         | Anzahl Tw |
| ---------- | ----------- | --------- |
| WASSEG     | GBM 1620    | 9 Tw      |
| BMS        | BMS 80      | 6 Tw      |
| BMS        | GBR 132/725 | 5 Tw      |
| Pöge       | Pöge        | 2 Tw      |

Das größte Augenmerk wurde auf die elektrische Zugsteuerung gelegt. Die Reichsbahn beauftragte zwei Firmengruppen mit der Ausarbeitung der elektrischen Komponente. Zum einen war dies das von Siemens-Schuckertwerke (SSW) und der AEG gebildete Konsortium WASSEG, zum anderen das von den Bergmann Elektrizitätswerken und Maffei-Schwartzkopff-Werken gebildete Konsortium BMS. Beide Firmengruppen bekamen die Auflage, ihre Varianten so abzustimmen, dass sie ohne Einschränkungen im Zugverband fahren konnten. Ansonsten wurde den Firmen weitgehend Freiraum überlassen. Dennoch arbeiteten beide Gruppen eng miteinander. Im Ergebnis wurden vier verschiedene Motortypen in Tatzlagerbauart mit je 170 Kilowatt Stundenleistung konstruiert. Für zwei Triebwagen liegen keine Details vor.
Die Zugsteuerung hatte die Aufgabe, die einzelnen Widerstände vor- beziehungsweise abzuschalten, zu gruppieren und den Fahrtrichtungswechsel durchzuführen. Durch wahlweise Schaltungen sollte es dem Triebfahrzeugführer ermöglicht werden, unterschiedlich schnell anzufahren oder in Schrittgeschwindigkeit zu rangieren. Eine Schützsteuerung mit Stufenfahrschalter hätte dies auch ermöglicht, schied aber wegen der individuellen Bedienung jedes Triebfahrzeugführers und damit unterschiedlichem Fahrverhalten für den Versuchsbetrieb aus. Beide Firmengruppen entwickelten daher eine elektropneumatische Schaltwalzensteuerung, bei der der Triebfahrzeugführer eine Stellung mittels Fahrschalterkurbel auswählt. Das Schaltwerk schaltete daraufhin abhängig vom Motorstrom so weiter, dass Unterwerk und Zugeinrichtungen nicht überlastet wurden und ein Schleudern der Triebachsen vermieden wurde. Die Kurbel war mit einer Totmanneinrichtung versehen. Das Weiterschalten der Schaltwalze basierte auf dem Prinzip des Reihenschlussmotors. In Vorwärtsrichtung konnten fünf Schaltstellungen als Dauerfahrstufen angewählt werden:
- Stellung 1: Rangierstufe, Schaltwalzenstellung 1
- Stellung 2: Reihenschaltung der Fahrmotoren, alle Widerstände abgeschaltet, Schaltwalzenstellung 6
- Stellung 3: Reihenschaltung der Fahrmotoren mit Feldschwächung, Schaltwalzenstellung 9
- Stellung 4: Parallelschaltung der Fahrmotoren, alle Widerstände abgeschaltet, Schaltwalzenstellung 12
- Stellung 5: Parallelschaltung der Fahrmotoren mit Feldschwächung, Schaltwalzenstellung 15

Die Antriebsvorrichtung bei WASSEG war eine durch Druckluftkolben betätigte Zahnstange, bei BMS ein Klinkwerk. Das Fortschaltrelais wurde mit einem stetig regelbaren Widerstand ausgerüstet, wodurch die Anfahrbeschleunigung verändert werden konnte. Dies diente zur Ermittlung der günstigsten Anfahrbeschleunigung. Als Festwerte waren 0,3 und 0,5 Meter je Quadratsekunde vorgegeben. Schaltwerk und Klinkwerk waren bei den BMS-Motoren verschiedene Apparate, die über eine Kupplung miteinander verbunden waren. Die Antriebsvorrichtung der WASSEG-Motoren waren dagegen im Schaltwerk eingebaut. Weitere Bauteile wie Fahrtwender, Hauptschütz und Überstromrelais waren je nach Motortyp unterschiedlich gebaut. Das gleichzeitige Einschalten mehrerer Triebwagen erfolgte über Steuerleitungen, die manuell zu kuppeln waren. Die Leitungen dienten gleichzeitig zur Ansteuerung der Druckluftbremse vom führenden Triebwagen aus.

## Einsatz
Die einzelnen Wagenbaufirmen lieferten die Züge ab Werk ohne elektrische Ausrüstung, da diese infolge der späten Entscheidung zugunsten der Gleichspannung nicht rechtzeitig geliefert werden konnte. Die Züge wurden daher im Zugverband mit Dampflokomotiven auf der Stadtbahn erprobt. Im Jahr 1924 baute das Reichsbahnausbesserungswerk Berlin-Tempelhof die elektrischen Apparate und Kabel in die Wagen ein. Ende Mai 1924 begannen die ersten Probefahrten, die auch dazu dienten, das Dampflokpersonal auf die neuen Fahrzeuge umzuschulen. Am 8. August 1924 konnte der elektrische Betrieb auf der Strecke vom Stettiner Vorortbahnhof nach Bernau aufgenommen werden. Die elektrischen Züge fuhren zunächst nach dem Fahrplan der Dampfzüge, da eine vollständige Umstellung der Strecke noch nicht möglich war. Um diese kurzfristig zu bewerkstelligen bestellte die Deutsche Reichsbahn-Gesellschaft noch vor Auswertung der Versuchsfahrten weitere 34 Halbzüge, die im wagenbaulichen Teil an den Versuchszug A angelehnt waren. Die Wagen der späteren Baureihe ET/EB 169 waren daher zum Zeitpunkt ihrer Inbetriebnahme bereits überholt.
Vom Versuchszug F wurden zunächst nur zwei Endwagen gebaut. Nachdem die Testfahrten mit diesen befriedigten, wurden die übrigen Wagen konstruiert und die beiden Halbzüge zusammengestellt. Die Probefahrten erfolgten teils mit Geschwindigkeiten über 100 Kilometer je Stunde, wobei keine Mängel hinsichtlich der Laufeigenschaften auftraten. Die Verwendung von Jakobs-Drehgestellen hatte zur Folge, dass eine Trennung der einzelnen Wagen zeitaufwändig und teurer ausfiel als bei den übrigen Zügen. Auch war ein späterer Einbau eines Fahrmotors im zweiten Drehgestell nachträglich nicht zu realisieren, weshalb das Konzept nicht zur Anwendung kam.
Die Wagen der einzelnen Züge liefen anfangs typenrein, ab 1924 wurden die Wagen untereinander ausgetauscht. Ein Grund könnte die unzweckmäßige Sitzplatzanordnung in den Zügen C und E gewesen sein, die nicht auf einen Zug konzentriert werden sollte. Die Versuchszüge blieben bis zu ihrer Ausmusterung 1933/34 auf den drei nördlichen Vorortstrecken im Einsatz. Die Untersuchungen erfolgten anfangs im RAW Berlin-Tempelhof, ab 1927 im RAW Berlin-Schöneweide. Die letzten Untersuchungen fanden 1930/31 statt. Die Laufleistung der einzelnen Züge betrug danach bis zur Ausmusterung weniger als 3000 Kilometer.
Ein Triebwagen des Versuchszugs C diente nach seiner Ausmusterung noch als Gartenlaube. Er wurde 1988 verschrottet.
| Halbzug | Wagen-Nr. (ab 1924) / Versuchszug / Wagenklasse | Wagen-Nr. (ab 1924) / Versuchszug / Wagenklasse | Wagen-Nr. (ab 1924) / Versuchszug / Wagenklasse | Wagen-Nr. (ab 1924) / Versuchszug / Wagenklasse | Wagen-Nr. (ab 1924) / Versuchszug / Wagenklasse | Ausmusterung | Bemerkungen                                                                              |
| Halbzug | Tw                                              | Bw                                              | Bw                                              | Bw                                              | Tw                                              | Ausmusterung | Bemerkungen                                                                              |
| ------- | ----------------------------------------------- | ----------------------------------------------- | ----------------------------------------------- | ----------------------------------------------- | ----------------------------------------------- | ------------ | ---------------------------------------------------------------------------------------- |
| 1       | 2051 A 3.                                       | 5054 A 3.                                       | 5073 E 3.                                       | 5056 A 2.                                       | 2053 A 3.                                       | 25.10.1933   | Tw 2051 ab 11.03.30 im Zug                                                               |
| 2       | 2052 A k. A.                                    | 5072 B k. A.                                    | 5052 A k. A.                                    | 5051 A k. A.                                    | 2054 A k. A.                                    | 00.00.1933   |                                                                                          |
| 3       | 2066 E 3.                                       | 5081 B 3.                                       | 5082 B 2.                                       | 5083 B 2./3.                                    | 2072 B 3.                                       | 18.12.1933   | Zusammenstellung am 05.06.1926                                                           |
| 4       | 2071 B 3.                                       | 5062 C 3.                                       | 5085 B 2.                                       | 5086 B 2./3.                                    | 2074 B 3.                                       | 07.03.1934   | Tw 2074 wg. Schaden 1927 mehrmals im RAW Berlin-Tempelhof; möglicherweise andere Reihung |
| 5       | 2055 C 3.                                       | 5071 E 3.                                       | 5058 C 3.                                       | 5059 C 2.                                       | 2057 C 3.                                       | 23.11.1933   |                                                                                          |
| 6       | 2056 C 3.                                       | 5060 C 3.                                       | 5070 E 2./3.                                    | 5084 B 2.                                       | 2058 C 3.                                       | 04.10.1933   |                                                                                          |
| 7       | 2059 D 3.                                       | 5074 E 3.                                       | 5064 D 2.                                       | 5067 D 3.                                       | 2062 D 3.                                       | 29.12.1933   | Tw 2062 ab 24.01.1929 im Zug, vorher im Halbzug 8                                        |
| 8       | 2061 D 3.                                       | 5069 E 3.                                       | 5063 D 2.                                       | 5065 D 3.                                       | 2060 D 3.                                       | 07.03.1934   | Tw 2060 ab 20.04.1929 im Zug, vorher im Halbzug 7                                        |
| 9       | 2065 E 3.                                       | 5053 A 3.                                       | 5055 A 3.                                       | 5068 D 2.                                       | 2073 B 3.                                       | 29.12.1933   | Vom 14.09.1928 bis 04.03.1929 im RAW Berlin-Schöneweide abgestellt                       |
| 10      | 2063 E 3.                                       | 5057 C 3.                                       | 5061 C 3.                                       | 5066 D 2.                                       | 2064 E 3.                                       | 21.02.1934   |                                                                                          |
| 11      | 2067 F 3.                                       | 5075 F 3.                                       | 5076 F 3.                                       | 5077 F 2.                                       | 2068 F 3.                                       | 21.01.1934   |                                                                                          |
| 12      | 2069 F 3.                                       | 5078 F 2.                                       | 5079 F 3.                                       | 5080 F 3.                                       | 2070 F 3.                                       | 26.01.1934   |                                                                                          |